# Belmira (ort)
Belmira är en ort i Colombia.   Den ligger i departementet Antioquía, i den nordvästra delen av landet, 280 km nordväst om huvudstaden Bogotá. Belmira ligger 2 503 meter över havet och antalet invånare är 1 388.
Terrängen runt Belmira är kuperad åt nordost, men åt sydväst är den bergig. Runt Belmira är det ganska glesbefolkat, med 21 invånare per kvadratkilometer. Närmaste större samhälle är Antioquia, 18,6 km väster om Belmira. I omgivningarna runt Belmira växer i huvudsak städsegrön lövskog.